# جو أريبو
جو أريبو (مواليد 21 يوليو 1996) هو لاعب كرة قدم إنجليزي يلعب في مركز خط الوسط في نادي رينجرز.

## روابط خارجية
- جو أريبو على موقع الاتحاد الأوربي (الإنجليزية)
- جو أريبو على موقع قاعدة بيانات كرة القدم.إي يو (الإنجليزية)
- جو أريبو على موقع ليكيب (الفرنسية)
- جو أريبو على موقع ناشيونال فوتبول تيمز (الإنجليزية)
- جو أريبو على موقع Soccerbase.com (لاعب) (الإنجليزية)
- جو أريبو على موقع Soccerway.com (الإنجليزية)
- جو أريبو على موقع عالم كرة القدم.نت (الإنجليزية)
- جو أريبو على موقع AS.com (الإسبانية)